# Diego Velázquez (actor argentino)
Diego Velázquez (Mar del Plata, provincia de Buenos Aires; 25 de septiembre de 1976) es un actor argentino. Saltó a la fama por su papel protagónico en la miniserie Los siete locos y los lanzallamas, basada en la obra de Roberto Arlt y emitida por la TV Pública.

## Biografía
Diego Velázquez nació en la ciudad de Mar del Plata en 1976. Allí comenzó sus estudios de actuación con Antonio Mónaco. En 2002 egresó de la carrera Formación del Actor de la Escuela de Arte Dramático de la Ciudad de Buenos Aires. Realizó estudios de Cine (I.D.A.C) y Artes Visuales (Escuela Superior de Artes Visuales Martín Malharro, Mar del Plata). Durante seis años fue docente auxiliar de Ciro Zorzoli en la cátedra de Formación del Actor de la Escuela Metropolitana de Arte Dramático (EMAD).
En danza estudió con Ana Frenkel, Cristina Barnils, Eugenia Estévez, y Andrea Fernández. 
Uno de sus papeles más destacados fue el del Doctor González, alias "El Tordo", en la película Kryptonita, basada en la novela de Leo Oyola que adapta la historia y los personajes de la Liga de la Justicia al paisaje suburbano argentino.
Primo del gran Matiuski.

## Filmografía

### Cine
| Año  | Título                              | Papel                    | Notas                     |
| ---- | ----------------------------------- | ------------------------ | ------------------------- |
| 1999 | La última escena de esta pareja     |                          | Cortometraje              |
| 2008 | 100 tragedias                       |                          |                           |
| 2008 | Amorosa soledad                     | Javier                   |                           |
| 2009 | El niño pez                         | El Vasco                 |                           |
| 2013 | Lumpen                              |                          |                           |
| 2013 | Habi, la extranjera                 | Horacio                  |                           |
| 2014 | Relatos salvajes                    | El fiscal                | Segmento: La propuesta    |
| 2015 | Kryptonita                          | Doctor González/El Tordo |                           |
| 2016 | La larga noche de Francisco Sanctis | Francisco Sanctis        |                           |
| 2018 | La reina del miedo                  | Lisandro                 |                           |
| 2018 | Familia sumergida                   | Daniel                   |                           |
| 2018 | Necronomicón: el libro del infierno | Luis                     |                           |
| 2019 | La misma sangre                     | Sebastián                |                           |
| 2019 | Anoche                              | Juan                     |                           |
| 2019 | Historias breves 17                 | Alejo                    | Segmento: Una noche solos |
| 2019 | Camping                             | Marcos                   |                           |
| 2020 | El maestro                          | Natalio                  |                           |
| 2022 | Las Rojas                           | Freddy                   |                           |
| 2022 | Natalia Natalia                     | El Griego                |                           |
| 2023 | Casi muerta                         | Javier                   |                           |
| 2024 | El agrónomo                         | Gastón Borelli           |                           |
| 2024 | Hombre muerto                       | El ingeniero             |                           |

### Televisión
| Año       | Título                               | Papel                 | Notas                            |
| --------- | ------------------------------------ | --------------------- | -------------------------------- |
| 2005      | Mujeres asesinas                     | Gerardo               | Episodio: «Lisa, la soñadora»    |
| 2011      | Televisión x la inclusión            | Adrián                | Episodio: «Tipos grandes»        |
| 2011      | Televisión x la inclusión            | Adrián                | Episodio: «Esa gente»            |
| 2012      | Tiempos compulsivos                  | Federico              |                                  |
| 2012      | El hombre de tu vida                 | Julián Quintana       | Episodio 7 (Temporada 2)         |
| 2013-2014 | Farsantes                            | José Miller           |                                  |
| 2015      | La casa                              | Carlos Gardel         | Episodio: «1935: Despedida»      |
| 2015      | La casa                              | Arturo Torrico        | Episodio: «2020: Evangelizadora» |
| 2015      | La verdad                            | Daniel Santamarina    |                                  |
| 2015      | Los siete locos y los lanzallamas    | Augusto Remo Erdosain |                                  |
| 2015      | Variaciones Walsh                    | Rodolfo Walsh         | Episodio: «La carta»             |
| 2016      | Nafta Súper                          | Tordo                 |                                  |
| 2019      | Otros pecados                        | Luis                  | Episodio: «La campaña»           |
| 2019      | Argentina, tierra de amor y venganza | Rodolfo Paredes       |                                  |
| 2020      | Post mortem                          | Gregorio Trieste      |                                  |
| 2021      | Entre hombres                        | Inspector Almada      |                                  |
| 2022      | Santa Evita                          | Mariano Vázquez       |                                  |
| 2023      | El reino                             | Daniel Botardi        |                                  |
| 2024      | La mente del poder                   | Marcos Dorrego        |                                  |

### Vídeos musicales
| Año  | Video      | Artista      |
| ---- | ---------- | ------------ |
| 2001 | «Aya»      | La Portuaria |
| 2007 | «Pacífico» | Los Piojos   |

## Teatro
| Año           | Título                                        | Papel     | Lugar                                        |
| ------------- | --------------------------------------------- | --------- | -------------------------------------------- |
| 1998          | Pornografía emocional                         |           | Teatro La Almohada                           |
| 1999          | Pulgarza!                                     |           | Teatro Ave Porco                             |
| 2000          | 3-ex                                          |           | Festival Internacional de Buenos Aires       |
| 2001          | Puentes                                       |           | Teatro San Martín                            |
| 2004          | Teo con Julia                                 |           | Teatro del Abasto                            |
| 2004          | 23.344                                        |           | Centro Cultural Ricardo Rojas                |
| 2004-2005     | Decidí canción                                |           | Mantis Club                                  |
| 2005          | Super-autocine                                |           | Festival Internacional de Buenos Aires       |
| 2005          | El niño en cuestión                           |           | Teatro Sarmiento                             |
| 2006          | Rey Lear                                      |           | Teatro San Martín                            |
| 2006          | Cuchillos en gallinas                         |           | Teatro San Martín                            |
| 2007          | Karamazov!                                    |           | Centro Cultural Ricardo Rojas                |
| 2008-2009     | Dolor exquisito                               |           | Teatro Beckett                               |
| 2008          | Los Esmeraldos                                |           | Camarín de las Musas                         |
| 2008          | Los sensuales                                 |           | Camarín de las Musas                         |
| 2008          | Aquaman                                       | Aquaman   | Teatro del Abasto                            |
| 2009-2010     | Amerika                                       |           | Nationaltheater Mannheim                     |
| 2010          | Si                                            |           |                                              |
| 2010          | Exhibición y Desfile                          |           | Teatro del Perro                             |
| 2010          | Estado de ira                                 |           | Teatro Sarmiento / Teatro Metropolitan       |
| 2011          | Las islas                                     |           | Teatro Presidente Alvear                     |
| 2011          | Algo 0,10                                     |           | Teatro del Perro                             |
| 2011          | Historia del llanto                           |           | Teatro Argentino de La Plata                 |
| 2012-2013     | Cock                                          |           | Paseo La Plaza                               |
| 2012          | El ciclo de los monstruos                     |           | Teatro Argentino de La Plata                 |
| 2013          | Vacaciones en la oscuridad                    | Boris     | Paseo La Plaza                               |
| 2014          | Traición                                      | Robert    | Teatro del Picadero                          |
| 2014          | El luto le sienta a Electra                   |           | Teatro San Martín                            |
| 2016          | Los corderos                                  |           | Teatro Nacional Cervantes                    |
| 2017          | Integral Pavlovsky: Tercero incluido          |           | Teatro Nacional Cervantes                    |
| 2017-2018     | La terquedad                                  | Francisco | Teatro Nacional Cervantes                    |
| 2017, 2019    | Miedo                                         |           | Teatro 25 de Mayo                            |
| 2017-presente | Escritor fracasado                            |           | Teatro Nacional Cervantes / Espacio Callejón |
| 2017-2018     | Hemos abandonado nuestra carrera de campeones |           | Espacio Callejón                             |
| 2019          | Fantasmatic, invocación Stanislavsky          |           | Teatro San Martín                            |
| 2020          | Verme Platelminto                             |           | Galpón de Guevara                            |

### Otros créditos
| Año       | Título             | Papel                 | Lugar                 |
| --------- | ------------------ | --------------------- | --------------------- |
| 2010      | Viaje de invierno  | Coreógrafo            | Teatro Metropolitan 2 |
| 2011      | Blackbird          | Coreógrafo            | Ciudad Cultural Konex |
| 2011-2012 | En el ruido        | Director              | Teatro El Extranjero  |
| 2014      | Símil piel         | Colaborador artístico | Teatro Bombón         |
| 2020      | Con eso no se jode | Director musical      | Streaming             |

## Premios y nominaciones
| Año  | Organización                                              | Categoría                                   | Trabajo                             | Resultado | Ref(s) |
| ---- | --------------------------------------------------------- | ------------------------------------------- | ----------------------------------- | --------- | ------ |
| 2005 | Premios Clarín                                            | Mejor actor revelación                      | Decidí canción                      | Nominado  |        |
| 2005 | Premios Trinidad Guevara                                  | Mejor coreógrafo                            | Decidí canción                      | Nominado  |        |
| 2012 | Premios Florencio Sánchez                                 | Mejor actor de reparto                      | Las islas                           | Nominado  | [ 2 ]  |
| 2013 | Premios Florencio Sánchez                                 | Mejor actor de reparto                      | Cock                                | Ganador   | [ 3 ]  |
| 2013 | Premios ACE                                               | Mejor actor de reparto en comedia dramática | Cock                                | Nominado  | [ 4 ]  |
| 2014 | Premios Sur                                               | Mejor actor revelación                      | Relatos salvajes                    | Nominado  | [ 5 ]  |
| 2014 | Premios Trinidad Guevara                                  | Mejor actor de reparto                      | El luto le sienta a Electra         | Ganador   | [ 6 ]  |
| 2014 | Premios ACE                                               | Mejor actor de reparto en drama             | El luto le sienta a Electra         | Nominado  | [ 7 ]  |
| 2015 | Premios Martín Fierro                                     | Mejor actor de ficción diaria               | Los siete locos y los lanzallamas   | Nominado  | [ 8 ]  |
| 2016 | Premios Nuevas Miradas en la Televisión                   | Mejor actor                                 | Los siete locos y los lanzallamas   | Nominado  | [ 9 ]  |
| 2016 | Buenos Aires Festival Internacional de Cine Independiente | Mejor actor                                 | La larga noche de Francisco Sanctis | Ganador   | [ 10 ] |
| 2016 | Festival de Cine Latinoamericano de La Plata              | Mejor actor                                 | La larga noche de Francisco Sanctis | Ganador   | [ 11 ] |
| 2017 | Premios Cóndor de Plata                                   | Mejor actor                                 | La larga noche de Francisco Sanctis | Nominado  | [ 12 ] |
| 2017 | Premios Trinidad Guevara                                  | Mejor actor de reparto                      | La terquedad                        | Nominado  | [ 13 ] |
| 2019 | Premios Cóndor de Plata                                   | Mejor actor de reparto                      | La reina del miedo                  | Nominado  | [ 14 ] |
| 2021 | Premios Konex                                             | Mejor actor de teatro                       | Período 2011-2020                   | Ganador   | [ 15 ] |
| 2021 | Premios Cóndor de Plata                                   | Mejor actor                                 | El maestro                          | Ganador   | [ 16 ] |
| 2023 | Premios María Guerrero                                    | Actuación unipersonal                       | Escritor fracasado                  | Nominado  | [ 17 ] |